# 释学诚
释学诚（1966年10月3日—），俗名傅瑞林，男，汉族，福建仙游人，佛教僧人。曾任中国佛教协会第七、八届副会长及第九届会长，第十三届全国政协常务委员、民族和宗教委員會副主任；后因性侵丑闻等问题辞职。

## 生平

### 早年
学诚法师，俗名傅瑞林，1966年10月3日（农历丙午年八月十九）出生于福建仙游。祖母学佛并出家，母亲为虔诚的佛教徒，父亲是当地有名的善人，在村中担任会计、文书工作。家中有3子，其为长子。
据称他于8岁起就读于仙游赖店中心小学。10岁起自发茹素，12岁开始读诵佛经。
1979年至1982年，就读于仙游县华侨中学。学习之余，经常去离家不远的往生寺（现称极乐寺）游玩。法师很喜欢佛教典籍，尤其是祖师大德传记，其中唐朝玄奘大师的传记，大师求法、弘法的经历与“远绍如来，近光遗法”的弘愿对其日后出家有着深远的影响。

### 出家
1982年农历正月初三，16岁的他跟父母商量想出家。父母最初不同意，认为要把书读完再出家，他则认为出家人要毕业证没有用，不出家就在家干活，分担父母的辛苦。于是，母亲带他去玉塔东山寺出家，寺里一位居士认为其很有善根，带法师及母亲去莆田广化寺拜见圆拙老和尚（近代高僧印光大师、弘一大师的弟子，生前担任中国佛教协会副会长及咨议委员会主席）。
1982年农历二月初八，正式出家。1983年农历二月初八，因缘成熟，在广化寺剃度。出家时，他表现较为聪颖且吃苦耐劳。
1983年，考入福建佛学院预科班并担任班长。
1984年，考取设于北京的中国佛学院，就读本科班。1988年，毕业并获得本科学历，并在中国佛学院继续攻读研究生。同年12月在四川成都文殊院宽霖大和尚座下求受三坛大戒。

### 擔任住持
1988年冬，广化寺方丈毅然法师退居。1989年1月，全体执事表决推荐学诚法师为广化寺主持。然后者并不接受，经过几番劝说而最终同意。
1989年农历二月初八举行升座典礼，年仅23岁的学诚法师成为全国汉传佛教寺院中年纪最轻、学历最高的名寺方丈。学诚担任住持后，住众由原来的100人左右陸續增加至260多人。
学诚任方丈期间仍坚持学习，于1991年11月，通过了中国佛学院研究生论文答辩，获得硕士学位。毕业后学诚回到福建，并于同年12月兼任福建佛学院副院长，时年25岁。
1993年10月，学诚被选为中国佛教协会副秘书长。1995年12月，任福建佛学院院长。1998年1月，任福建省第八届政协常委。1998年10月，当选为福建省佛教协会会长，并担任《福建宗教》杂志顾问、《福建佛教》杂志主编。2001年2月28日，在全国政协第九届常务委员会第十二次会议上，学诚被增补为全国政协委员。
2002年9月16日，在中国佛教协会第七届全国代表大会上，学诚当选为中国佛教协会副会长兼秘书长，同时兼任《法音》杂志主编。2003年3月13日，当选为第十届全国政协委员。2004年1月16日，荣膺陕西省扶风县法门寺住持。
2004年3月13日，任第二届中国宗教界和平委员会副秘书长。同年4月11日和5月22日，在法门寺率两序大众以佛教最高礼仪，先后接待了前来视察和指导工作的中共中央总书记、国家主席胡锦涛和西藏佛教精神领袖十一世班禅大师。同年5月25日至6月5日，法门寺佛指舍利被迎请到香港供奉十日，担任迎送团副团长。
2004年8月20日，任藏传佛教学衔工作指导委员会副主任，是其中唯一的汉族僧人。2005年4月11日，荣膺北京市海淀区龙泉寺住持。2005年7月，当选为中国统一战线理论研究会理事。2005年9月，当选为第二届中央国家机关青年联合会副主席及陕西省佛教协会名誉会长。
2005年11月11日至12月20日，应韩国佛教宗团协议会邀请，法门寺佛指舍利被迎请到韩国供奉42天，学诚担任中国佛教代表团迎归团团长。
2006年2月17日，缅甸总理梭溫一行40多人访问法门寺。同年4月24日，斯里蘭卡总理维克勒·马纳亚克一行9人访问法门寺，总理邀请学诚去斯里兰卡进行佛教文化交流。同年5月17日，法门寺与韩国道诜寺缔结“友好兄弟寺院”。
2006年12月18日，当选为第五届中国宗教学会副会长。此外，他亦膺获诸多荣誉。
2007年创建法门寺佛学院。2009年5月9日，主持佛指舍利安奉大典，迎请佛指舍利永久性安奉在法门寺。
2009年4月11日，学诚建立了学诚法师微博以进行弘法。其中文章《和尚微博•北京龙泉寺的365天》（2011）于2013年3月8日获得“世界上使用最多种语言的微博书世界记录”。

### 举报下台

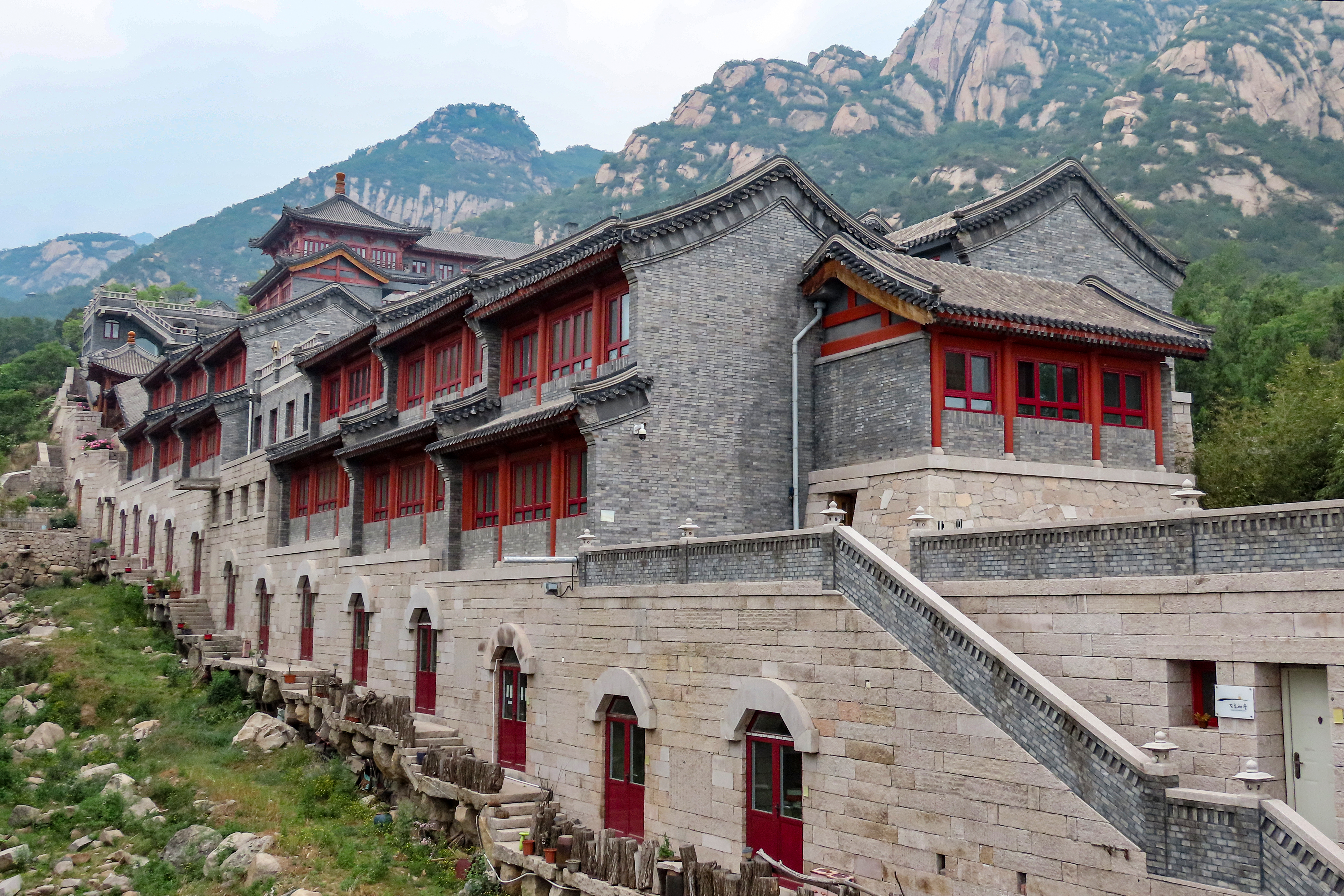
释学诚任龙泉寺住持后建设的建筑

2018年8月1日，曾任龙泉寺都监的释贤佳、释贤启實名發佈了一份95頁的汇报，其中列舉了北京龙泉寺住持释学诚的诸多不法行为，包括性侵多位出家女弟子、利用多种手段精神控制女弟子、“男女双修”、寺庙违建、巨额资金去向不明等。
当日，龙泉寺就有关释学诚的檢舉发表声明，称相关指控为伪造证据、恶意构陷並否認了該舉報。中國大陸社交網路中與指控相關的討論、報導及文件傳播亦受限制乃至遭刪。
8月2日，一位匿名举报者通过博讯发布反驳“龙泉寺的声明”的声明，称如果相关部门不依法处理犯罪者，而迫害受害人，预计将有更多内幕曝光。当天，国家宗教事务局表示，已注意到互联网上举报学诚有关问题的反映，已收到举报材料，并已开始调查核实工作。
8月15日，中国佛教协会第九届理事会第三次会议，学诚辞去中国佛教协会会长、常务理事、理事。
8月23日，国家宗教事务局官网发布《关于对举报学诚和北京龙泉寺有关问题的调查核实情况》，指出学诚发送骚扰信息问题、北京龙泉寺违章建筑问题、大额资金去向问题均属实，性侵问题正在调查中。
8月30日，新京报记者从北京市佛协官网获悉，学诚已于同年8月24日在北京市佛教协会召开的常务理事会上被免去北京市海淀区龙泉寺住持（方丈）职务，会上宣读了国家宗教局《关于对举报学诚和北京龙泉寺有关问题的调查核实情况》。
11月29日，政协第十三届全国委员会常务委员会第四次会议会议表决决定，免去学诚民族和宗教委员会副主任职务，接受其请辞第十三届全国政协常委、委员。

## 住持寺院
- 福建省莆田市广化寺（1990年迄2018年8月）
- 陕西省扶风县法门寺（2004年迄2018年8月）
- 北京市海淀区龙泉寺（2005年迄2018年8月）

## 住持学院
- 福建佛学院（1995年迄2018年8月）
- 法门寺佛学院（2004年迄2018年8月）